# Adolfo Ypey
Adolfo Ypey o Adolfo Ypeus o Adolf Ypey (Franeker, 4 de junio de 1749 - Leiden, 27 de febrero de 1822), fue un botánico neerlandés y doctor en Filosofía y Medicina que se graduó de la Universidad de Franeker y se quedó a dictar conferencias sobre botánica. Más tarde, dio conferencias sobre medicina en la Universidad de Leiden.
Era el hijo del profesor Nic Ypey. Su tesis de posgrado fue titulada Dissertatio Philosophica inauguralis de igne con el asesor académico Jan Hendriks van Swinden.
Ypey es conocido por su obra, profusamente ilustrada, "Vervolg op de Afbeeldingen der Artsenij-gewassen met derzelver Nederduitsche en Latijnsche beschrijvingen" publicada en 1813 por el impresor neerlandés J. C. Sepp en Zoon.

## Otra obra
- Sijstematische Handboek der Beschouwende en Werkdaadige Scheikunde, 9 vv. Ámsterdam, 1804-1812